# Sainte-Vertu
Sainte-Vertu es una comuna francesa situada en el departamento de Yonne, en la región de Borgoña-Franco Condado. Tiene una población estimada, en 2019, de 84 habitantes.

## Demografía
| 301 | 291 | 317 | 544 | 287 | 283 | 276 | 307 | 276 | 244 | 270 | 233 | 231 | 237 | 236 | 236 | 240 | 202 | 208 | 186 | 173 | 169 | 159 | 134 | 124 | 123 | 99 | 93 | 124 | 99 | 98 | 109 | 84 |
| Para los censos de 1962 a 1999 la población legal corresponde a la población sin duplicidades (Fuente: INSEE [Consultar]) |     |     |     |     |     |     |     |     |     |     |     |     |     |     |     |     |     |     |     |     |     |     |     |     |     |    |    |     |    |    |     |    |